# Dyrehavsbakken
Dyrehavsbakken, eller i dagligt tal bara Bakken, är ett nöjesfält med gratis inträde  i Köpenhamnsområdets norra delar, vid sydöstra hörnet av Jægersborg dyrehave, cirka 15 kilometer norr om centrala Köpenhamn i Danmark. Den ligger inom Lyngby-Taarbæks kommun och närmaste järnvägsstation för S-tåg och regionaltåg är Klampenborg station, varfrån man kan hyra hästdroskor de 500 meterna genom bokskogen fram till denna världens äldsta nöjespark, invigd redan 1583. Bakken är en av Danmarks mest besökta turistattraktioner. Själva området är ganska litet, och allt ligger mycket kompakt. Den gamla berg- och dalbanan av trä, som när den tillkom 1932 var Europas högsta, är Bakkens mittpunkt. Bland övriga attraktioner märks en snabbare form av radio-bil, vilka kör på hjul runt en oval bana, en vattenfalls-bana, vanliga radiobilar, en mindre men modernare berg- och dalbana, spöktåg, lustiga huset, spegelhus, ett antal på olika vis riktigt snurriga karuseller. Men också en del förlustelser för små barn. Tjugofyra ölkaféer och krogar samt sju spelhallar.
Bakken brukar öppna tidigt, redan efter vårdagjämningen, men stänger också tidigt i september. År 2018 blir det dock även öppet under det danska höstlovet vecka 42 och i veckosluten månaden före jul.

## Åkattraktioner

### De Vilda
- 5D cinema - Biograf med stolar som rör sig i takt med 3D-filmen på vita duken
- Det roterende rum
- Dillen - Vattenkarusell där man styr själv
- De Vilde Mus - Berg- och dalbana
- Extreme - Karusell som lever helt upp till sitt namn
- Mine Train Ulven - Berg- och dalbana
- Polypen - Klassisk bläckfiskattraktion
- Racing - Berg- och dalbana där man åker utan bälte
- Rodeobanen - snabba hjulförsedda radiobilar där förarna tävlar om flest åkta varv på en ovalbana
- Rutchebanen - Bakkens mittpunkt, en berg- och dalbana i trä. (Egentlig dansk stavning är "Rutschebanen". Skylten felstavades inför attraktionens öppnande)[6]
- Skyroller - karusell där man är i luften med flygplan och kan rolla
- Spinning cars - Krockbilar
- Spøgelsestoget - Spöktåg
- SRV - Biograf där hela salongen rör på sig i takt med filmen på vita duken
- Tårngyset - Fritt fall-attraktion där man skjuts både upp och ner
- Tornado - inomhus berg- och dalbana med roterande gondoler
- Vandrutschebanen - Vattenbana där man åker uppför och nerför i små stockar
- Vikingeskibet Dragen - Gungande vikingaskepp

### Familj
- Afrokopperne -
- Hurlumhej - Lustiga huset
- Kænguru -
- Radiobilerne -
- Svanebanen -
- Vandkanonen -
- Safari -

### Barn
- Bakkeekspressen -
- Spinning Cars -
- Børnepariserhjulet -
- Mariehønen -
- Crazy Theatre -
- Det Lille Tog -
- Hestekarrusellen -
- HipHop -
- Jeepen -
- Mini Dumbo -
- Samba tower -

På Dyrehavsbakken finns 35 åkattraktioner. Den förmodligen mest kända av dem är Rutchebanen, en berg- och dalbana i trä som invigdes 16 maj 1932. Banan är 852 meter lång och 22 meter hög. Den når en hastighet på 75 km/h. Denna var vid invigningen Europas högsta, vilket den dock inte är idag.
På Bakkens träbana byts årligen ut så mycket virke att det påstås att banan blir nybyggd efter 7 år.
En annan berg-och-dalbana som också bör nämnas är Tornado, som är speciell på det viset att i stort sett hela banan går inomhus, men också för att gondolerna roterar samtidigt som de färdas runt banan. Banan byggdes under vintern 2008/2009 och stod klar till öppningen i mars 2009.